# Koji Inada
Koji Inada (稲田 康志 Inada Koji?), född 19 juni 1985 i Osaka prefektur, är en japansk fotbollsspelare.
Inada började sin karriär 2008 i Roasso Kumamoto. 2010 flyttade han till Kashiwa Reysol. Med Kashiwa Reysol vann han japanska ligan 2011, japanska ligacupen 2013 och japanska cupen 2012. Efter Kashiwa Reysol spelade han för Albirex Niigata. Han avslutade karriären 2017.